# 苏丹阿布·峇卡
蘇丹阿布·峇卡爵士GCMG KCSI（英語：Sultan Sir Abu Bakar； 1833年2月3日–1895年6月4日），尊號苏丹阿布·峇卡·哈利勒·易卜拉欣·沙·伊本·已故天猛公·斯里·马哈拉惹·敦·达因·依布拉欣爵士（馬來語：Sultan Sir Abu Bakar Al-Khalil Ibrahim Shah ibni Almarhum Temenggong Seri Maharaja Tun Daeng Ibrahim），柔佛現代的第1任蘇丹，柔佛的第21任蘇丹。由于在任期内大力推行柔佛州现代化运动，并使其成为当时进步最快速的一个州属，而赢得了“现代柔佛之父”（馬來語：Bapa Johor Moden）的美誉。
他的政策補助華裔企業家，以刺激邦內的農業經濟，因為正是這些在1840年從中國東南沿海移入的華僑，打下了柔佛農經的根基。此外，阿布·峇卡還提升柔佛州的基礎建設、行政系統、軍事和民生設備。
阿布·峇卡是天猛公達因·依布拉欣的长子，生於新加坡直落布兰雅（Teluk Belanga）地區。年幼时，他在直落布兰雅受到回教和马来习俗的教育，后来也在一名基督传教士成立的直落布兰雅马来学校求学。阿布·峇卡在传教士教师们的熏陶下，逐渐地见识到西方文化的礼仪，也精通英巫双语。成年后，依布拉欣经常委派阿布·巴卡处理外交行政公事。1858年，当彭亨州发生内战时，阿布·巴卡为当时的元首敦·姆他和薾提供军事援助。两年后，阿布·巴卡娶了姆他和薾的女儿。
1862年，父親天猛公達因·依布拉欣過世後，他接任父親的位置，成為柔佛的最高統治者，成為柔佛州的天猛公。1868年，维多利亚女王承認阿布·峇卡為柔佛的“马哈拉惹”（Maharaja）地位，意即“大公”，唯此地位仍然不及“苏丹”的地位。之後，根據修訂後的1885年馬英條約，阿布·峇卡能更進一步高度自治，更正式采用了“苏丹”（Sultan）的称号，成为柔佛的第21任蘇丹。
阿布·峇卡在位期间，大力推行了柔佛州现代化运动。其中以“港主制度”著称。在此制度下，柔佛州政府积极欢迎来自中国南来的移民大力开发河口地区，并发出“港契”给溪流的开拓者—“港主”。港主的身份除了负责开发以外，还拥有设立赌场、烟馆、抽税以及维持地方治安的权力。港主们在河口大量种植黑胡椒和甘密等农作物。这两种农作物的种植成功为政府带来了巨大的财富，奠定了柔佛州迈向进步和现代化的进程。

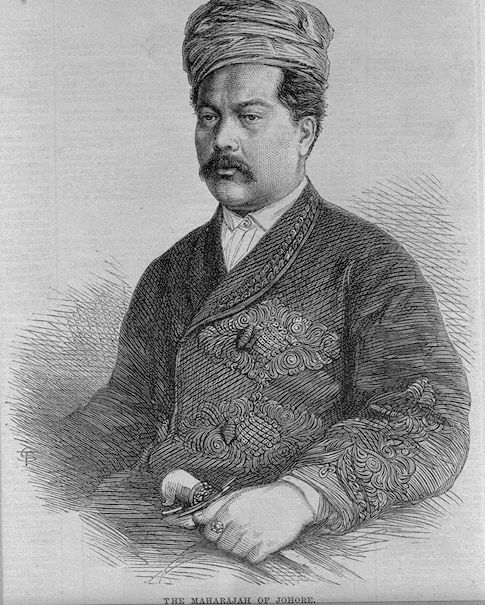

此外，阿布·峇卡在政治上也取得了重大成果。当时马来西亚半岛上各个州属相继被英国殖民，唯独柔佛州独善其身。苏丹阿布·峇卡利用与维多利亚女王的交情，获得了女王承认为一个独立自主国家之君主地位。换句话说，阿布·峇卡的身份比当时身为英国殖民地的新加坡總督还要高，柔佛州州旗可以与英国米字旗在同等高度的旗杆上飘扬。阿布·峇卡也在任内期间改革了政府机关与系统，参考了西方国家的政府制度并应用在本地，还成功在1895年推行了《1895年柔佛州宪法》，此宪法更成为马来西亚半岛的第一本宪法，并被柔佛州政府采用至今。
阿布·峇卡大兴土木，建造了各个重要的建筑物，如皇宫，监狱，清真寺，行政楼等。这些建筑物都成为今日柔佛州境内，尤其是新山市内的地标。
1895年，阿布·峇卡赴英国伦敦养病，最后因肾脏疾病而于同年6月4日驾崩。其遗体于三个月后被运回及下葬。其子易卜拉欣继任为柔佛苏丹。

## 早年
蘇丹阿布峇卡·阿勒哈利勒·易卜拉欣·沙爵士是已故大君敦·達因·易卜拉欣 GCMG KCSI（1833 年2 月3 日– 1895 年6 月4 日）繼承其父親，已故大君敦·登·易卜拉欣·本·阿瑪胡姆·拿督天猛公斯里·敦·達因·阿卜杜勒大君的兒子。 ，從1862 年至1895 年管理柔佛。他於 1868 年獲得柔佛大君的稱號。
天猛公萬阿布巴卡是柔佛州一位非常明智的人物和統治者。陛下在柔佛天猛公王朝的領導下推進和加強了柔佛王國，並與廖內林加王國建立了外交關係。 1866年1月1日，國王陛下將丹絨布蒂裡（Tanjung Puteri）或依斯干達布蒂裡（Iskandar Puteri）更名為新山（Johor Bahru），並使其成為柔佛王國的行政中心。天猛公阿布巴卡鼓勵華人開設胡椒和甘蜜種植園，稱為「港主制度」。
天猛公萬阿布巴卡將馬來傳統與西方官僚體制結合發展了柔佛，被稱為現代柔佛之父。他高效、組織嚴密的施政得到了英國人自己的認可，所以他不會任命英國官員擔任顧問。
陛下從小就接受西方教育。因此，他深受西方治國理政方式的影響。國王陛下也多次訪問歐洲國家，特別是英國，汲取經驗，學習西方人治國理政的方式。他的智慧使他受到商人和英國政府的尊重。他也是當時英國統治者維多利亞女王的好朋友。 1868年，女王授予天猛公萬阿布巴卡柔佛 大君的稱號。

## 分娩
萬阿布巴卡 (Wan Abu Bakar) 於 1833 年 2 月 3 日出生於新加坡直落貝蘭雅喇嘛皇宮 。他是天猛公登易卜拉欣的長子，也是天猛公阿都拉曼的父系後裔，而天猛公阿都拉曼又是柔佛第一任蘇丹財政大臣蘇丹阿卜杜勒加利沙四世的母系後裔。阿布巴卡 (Abu Bakar) 在父親位於Teluk Belanga的村莊度過了童年；年輕時，當地教師向他教授伊斯蘭教和 Adat（傳統馬來法）[4]，然後他被送往Sekolah Melayu Teluk Blanga，這是一所由本傑明·皮奇·基斯貝裡(Benjamin Peach Keasberry ) 牧師開辦的教會學校。在這些傳教士老師的指導下，阿布巴卡除了會說母語馬來語外，還學會了講禮貌和說流利的英語。 [5]
1851年，天猛公委派當時年僅18歲的年輕人阿布巴卡協助他與蘇丹阿里進行談判，而蘇丹阿里曾試圖宣稱對柔佛擁有主權，但效果並不理想。[6]身為天猛公長老，他逐漸將行政職責交給阿布巴卡。在此期間，一些英國官員稱讚阿布巴卡出色的外交技巧，正如新加坡高級法律官員威廉·納皮爾的日記中提到的那樣。納皮爾陪同阿布巴卡帶走了蘇丹馬哈茂德·穆紮法爾· 沙林加的母親東姑德。[7]
隔年彭亨內戰爆發，見證了阿布巴卡的友誼和對敦慕塔希爾戰爭努力的支持。阿布巴卡於1860年訪問彭亨期間與穆塔希爾的女兒結婚，並於次年於1861年與穆塔希爾簽署了一份友誼、聯盟和保證支持的協議。 ，天猛公易卜拉欣已經發高燒，導致1862年1 月 31 日去世。

## 早期統治
作為天猛公（1862–1868） 
阿布巴卡在父親過世三天後接任柔佛天猛公的職位，並將陛下遷至泰爾索爾莊園（現為新加坡花園附近的泰爾索爾公園）。柔佛州受到被廢黜的 蘇丹馬哈茂德四世穆紮法爾沙阿聲稱擁有所有權的威脅
作為蘇丹（1868-1885）
1877年蘇丹阿里去世後，他控制了整個柔佛地區。年 吉門塔戰爭但失敗。
陛下還於 1883 年為新山監獄揭幕。
1885年，柔佛與英國政府簽訂友好條約。透過這項協議，英國政府承認柔佛州是一個獨立的主權國家。阿布巴卡大君也被公認為柔佛蘇丹。陛下同意接受英國官員擔任英國駐柔佛領事，而不是顧問。英國也同意在出現任何外部威脅時保護柔佛。
從 1886 年 7 月 1 日起，他被授予蘇丹頭銜，頭銜為 Maharaja Abu Bakar Alkhalil。

## 作為柔佛蘇丹
1895年4月14日，蘇丹阿布巴卡阿爾哈利勒易卜拉欣沙在阿卜杜勒拉赫曼本安達克的幫助下制定了柔佛王國憲法；這份州憲法文件是為了應對柔佛鄰國的情況而起草的，隨著柔佛陛下健康狀況的惡化，這些王國越來越多地與英國[10]的行政事務混合在一起。 [11]該文件被視為維持柔佛州長期以來獨立的一步。

## 驾崩
蘇丹阿布巴卡 (Sultan Abu Bakar) 因患有水性肺病而長期患病，於 1895 年 6 月 4 日在英國南肯辛頓的貝利酒店 (Bailey's Hotel)去世[12]
他的遺體由一艘英國軍艦從檳城運回馬來亞。他被埋葬在新山的Bukit Mahmoodiah皇家陵墓，他的兒子東姑易卜拉欣於1895年9月7日被任命為新柔佛蘇丹。

## 贡献
新山和麻坡有許多以他的名字命名的建築物，它們之所以引人注目，是因為與周圍的建築物相比， 它們具有維多利亞式和摩爾式建築的特點：
蘇丹阿布巴卡清真寺- 建於 1892 年至 1900 年，[14]
蘇丹阿布巴卡學院
阿布巴卡皇家博物館，其中包括柔佛大皇宮本身，[15]
蘇丹阿布巴卡綜合體，馬來西亞-新加坡第二路線沿線的馬來西亞海關基地。